# Leon Jakimič
Leon Jakimič (* 23. února 1975 Liberec) je český podnikatel, zakladatel nadnárodní společnosti Lasvit, jež se věnuje výrobě a instalaci designových svítidel, skleněných architektonických prvků a uměleckých předmětů ze skla.

## Rodina a vzdělání
Narodil se roku 1975 v Liberci, do rodiny s rusko-srbskými kořeny, jeho otec Leo Jakimič byl mimo jiné první československý medailista na mistrovství Evropy v jízdě na skibobech. Rodina původně pochází ze Srbska, později ale uprchla do Ruska před tureckými nájezdníky. V Česku momentálně žije šestá generace Jakimičů.
V roce 1993 dokončil Gymnázium F. X. Šaldy v Liberci, později vystudoval Loyola Marymount University v Los Angeles, za níž zároveň hrál tenis.

## Práce
V roce 1999 nastoupil jako manažer exportu do společnosti Preciosa v Jablonci nad Nisou, záhy se stal ředitelem oddělení svítidel sídlícího v Hongkongu.
Po odchodu z Preciosy v roce 2007 založil firmu Lasvit, která se aktivně hlásí k české sklářské tradici, zároveň se ale zaměřuje především na zahraniční trhy. Na konci roku 2012 měla firma 10 mezinárodních poboček rozmístěných po Evropě, Asii i USA. Leon Jakimič se považuje za českého patriota a často zdůrazňuje řemeslnou a technologickou vyspělost českých sklářů, hlavní výrobní závod (sklárna) firmy je proto v Novém Boru.
Žil a pracoval v Hongkongu, ale zhruba v polovině roku 2020 se i s celou rodinou přestěhoval zpět do rodného Liberce.